# ネットワーク (ニュース番組)
『ネットワーク』（ネットワーク）は、TBSおよびJNN各社の制作により1986年9月29日から1987年10月2日まで放送された報道番組である。

## 概要
テレビ朝日が1985年の10月改編から月 - 木曜日の22時台／金曜日の23時台で放送を開始した『ニュースステーション』の成功を背景に、それまで放送されていた『JNNニュースデスク』と『JNNスポーツチャンネル』（いずれも平日版）を統合。JNNが平日の夜に放送する報道番組のワイド化を視野に、「ワイド化に向けた本格的な実験番組」という位置付けで放送を開始した。
当番組は全曜日で基本として23時台に50分間放送されていたが、当時の『ニュースステーション』と同様に、月 - 木曜日と金曜日で放送の時間帯が異なっていた。また、『スポーツチャンネル』の流れを組むスポーツコーナーを全国ネットパートに内包したほか、ネット局ごとに差し替えが可能なローカルパートを終盤の5分間に設定。全国ネットパートからローカルパートへ切り替える際には、キャスターが「この後はお近くの放送局（ネット局）からお伝えします」と述べていた。なお、TBSと一部のネット局では、当番組に続いて23:50から『情報デスクToday』（TBSの社会情報局が制作していた報道・情報系の番組）を放送。その一方で、土・日曜日の夜間には、当番組の放送期間中も『JNNニュースデスク』と『JNNスポーツチャンネル』を別々に編成していた。
当番組開始半年後には、フジテレビが当番組に対抗して『FNNニュース工場』をスタートさせている（結果的にこちらも同時期改編により終了）。
冒頭の提供読みは前番組の「〜ニュースデスク」はコメントなしだったが、当番組から「〜ニュースデスク'88・'89」までは全社読み上げになった。

## 放送時間
- 月曜日 - 木曜日：23:00 - 23:50
- 金曜日：23:30 - 24:20

全てJST。

## 出演者
- メインキャスター：料治直矢[1]、三雲孝江[1]
- スポーツコーナーキャスター：荻島正己（1986年9月29日 - 1987年3月） → 小林繁（1987年4月 - 1987年10月2日）[1]
- 出光ケイ[1]